# Das Lied von der Erde
Pour les articles homonymes, voir Le Chant de la Terre (Séverac).
Das Lied von der Erde (Le chant de la Terre) est une « symphonie pour ténor, alto (ou baryton), voix et grand orchestre » composée par Gustav Mahler d’après Die chinesische Flöte de Hans Bethge. Il s’agit d’une suite de six lieder interprétés successivement par les deux chanteurs solistes. Les textes furent revus par Mahler selon son habitude.

## Fiche technique
- Titre : Das Lied von der Erde
  - Sous-titre : Symphonie pour ténor, alto (ou baryton) et grand orchestre
- Composition : 1907
- Durée : 60 minutes environ
- Création : le 20 novembre 1911 à Munich, sous la direction de Bruno Walter
- Publication : Universal Edition, vol. IX Complete edition, Vienne

Les six poèmes articulés dans cette œuvre ont été adaptés par Hans Bethge et sont les suivants :
- Das Trinklied vom Jammer der Erde (« La Chanson à boire de la douleur de la Terre »), poème de Li Bai
- Der Einsame im Herbst (« Le Solitaire en automne »), poème de Qian Qi
- Von der Jugend (« De la jeunesse »), poème de Li Bai
- Von der Schönheit (« De la beauté »), poème de Li Bai
- Der Trunkene im Frühling (« L’Ivrogne au printemps »), poème de Li Bai
- Der Abschied (« L’Adieu »), poèmes de Meng Haoran et Wang Wei

La durée de l'ensemble, soixante minutes environ, autorise le terme de symphonie, que Mahler avait par ailleurs employé pour tenter de contourner une supposée malédiction de la neuvième symphonie.

## Histoire

### Composition
Plusieurs poèmes de Li Bai, plus ou moins bien traduits et adaptés en allemand par Hans Bethge, furent publiés, avec d'autres poèmes, en 1907 sous le titre Die chinesische Flöte (La Flûte chinoise). Ce recueil passa dans les mains de Gustav Mahler alors qu'il traversait une très grave période de crise familiale (mort de sa fille à quatre ans), personnelle (découverte d'une faiblesse cardiaque) et professionnelle (démission forcée de son poste de directeur de l'Opéra de la Cour de Vienne). Son présent état d'esprit se retrouva dans ces émouvants poèmes qui chantaient la beauté de la Nature et l'éphémère vie des hommes et lui apportèrent une certaine consolation. Il mit alors en musique en 1907-1908 dans sa symphonie Das Lied von der Erde six poèmes chinois de l'Anthologie dont quatre de Li Bai : La Chanson à boire de la douleur de la Terre, De la Jeunesse, De la Beauté, L'Homme ivre au Printemps, respectivement premier, troisième, quatrième et cinquième mouvements de l'œuvre où la musique de Mahler épouse à merveille les poèmes de Li Bai.

### Orchestration
Le grand orchestre symphonique est requis pour l'exécution du Chant de la Terre : une flûte piccolo, trois flûtes (la troisième doublant la partie de second piccolo), trois hautbois (le troisième doublant le cor anglais), trois clarinettes, une petite clarinette, une clarinette basse, trois bassons (le troisième doublant le contrebasson), quatre cors, trois trompettes, trois trombones, un tuba basse, des percussions (timbales, tam-tam, grosse caisse, cymbales, caisse claire, glockenspiel, triangle, et tambourin), un célesta, deux harpes, une mandoline et cordes.
En 1918/1920, Arnold Schönberg est amené à transcrire Le Chant de la Terre pour orchestre de chambre. Il ne peut terminer le projet et c'est seulement en 1983, que le musicologue Rainer Riehn (en) achève la transcription à partir des notes (sommaires), laissées sur une partition de l'œuvre. En janvier 2020, à Amsterdam, Reinbert de Leeuw enregistre sa propre réalisation de chambre (2010), avec Lucile Richardot et Yves Saelens, destinée à un effectif similaire aux ébauches de Schönberg, tout en conservant certains instruments indispensables à l’identité de l’œuvre, notamment « le contrebasson pour sa couleur morbide au début de « Der Abschied » et la harpe pour son timbre éthéré dans l’incarnation de l’idylle et de l’éternité. » Au sujet des qualités de cette réduction, de Leeuw précise que « L’instrumentation légère rend réalisable le pianissimo si souvent demandé par Mahler dans les parties vocales et donne vie de façon plus soutenue encore au symbolisme de la délicate poésie chinoise ».

### Création
Das Lied von der Erde fut créé à Munich le 20 novembre 1911 sous la direction de Bruno Walter.

### Accueil
La toute première performance publique fut jouée le 20 novembre 1911 au Munich Tonhalle, chantée par Sarah Cahier (en) et William Miller, chanteurs américains, sous la direction de Bruno Walter. Mahler était mort six mois plus tôt, le 18 mai de la même année. Une autre des premières performances publiques, à Londres (probablement la première d'Angleterre), s'est jouée en juillet 1913 au Queen's Hall sous la direction de Henry Wood où elle fut chantée par Gervase Elwes et Doris Woodall. Wood aurait mentionné que la pièce était « excessivement moderne mais très belle ».

Biographe de Mahler, Henry-Louis de La Grange écrivait écrivait (1974) à propos de cette œuvre : 

« Dans ce moment unique de la musique occidentale, éclairée d’une lumière orientale qui pourrait, dans les premiers mouvements, faire l’effet d’un simple décor chinois, la consolation, la paix soufflent sur l’être humain, résolu à se fondre dans cette nature qui, éternelle, refleurit à chaque printemps. Comment un musicien a-t-il pu, avec des moyens aussi raréfiés – une voix d’alto répétant les deux mêmes notes, quelques instruments bien choisis, un accord parfait d’ut majeur et une sixte “ajoutée” – suggérer, en quelques mesures et de manière aussi forte, le temps et l’espace sans limites, et avec des accents tout à la fois si douloureux et pourtant habités d’espoir et de sérénité ? »

## Analyse

### Das Trinklied vom Jammer der Erde (La Chanson à boire de la douleur de la Terre)
Allegro en la mineur, relatif de do majeur, le thème de l'ivresse, remède à toutes nos peines, s'ouvre en fanfare avec les cors sur un motif de trois notes répété à plusieurs reprises. Mais le répit ne dure qu'un temps, le leitmotiv de la triste réalité résonne une première fois sombre est la Vie, sombre est la Mort. L'espoir renait le firmament depuis toujours est bleu, la Terre longtemps encore fleurira au printemps. Développement où les états d'âme se suivent, du sentiment de révolte, à l'exaltation due au vin et enfin la prise de conscience douloureuse du monde tel qu'il est. Et le mouvement en conclusion reprend le leitmotiv résigné sombre est la vie, sombre est la mort.

### Der Einsame im Herbst (Le Solitaire en automne)
Ce mouvement lent dépeint l'homme seul avec ses souvenirs qui laisse échapper quelques larmes car même à l'abri au sein de la nature, il ne trouve pas encore la sécurité intérieure.

### Von der Jugend (De la jeunesse)
Ce mouvement rapide et court qui fait office de scherzo avec les deux suivants, dépeint les paysages de la Chine un pavillon de porcelaine verte et un petit pont de jade, tel le dos courbé d'un tigre.

### Von der Schönheit (De la beauté)
Suite narrative ou descriptive de trois épisodes « des jeunes filles sur les rives cueillent des fleurs de lotus », « parmi les branches galope une jeune et galante compagnie que les jeunes filles suivent des yeux avec nostalgie », « l'éclat de leurs grands yeux verts et la chaleur de leur regard sombre trahissent encore l'émotion de leur cœur ».

### Der Trunkene im Frühling (L'homme ivre au printemps)
Un ivrogne chante trop haut et un oiseau vient annoncer le printemps, l'ivrogne proteste « que m'importe le printemps, laissez moi à mon ivresse ».

### Der Abschied (L'Adieu)
Sur un poème de Mong-Kao-Yen (Meng Haoran) dans l'attente de l'ami et un poème de Wang Wei l'adieu de l'ami. Le poète attend son ami au crépuscule pour gouter ensemble aux splendeurs du soir. L'ami arrive mais pour adresser au poète un éternel adieu. La coda superpose les tons d'ut majeur et la mineur laissant en suspens toute conclusion d'ordre terrestre sur des paroles du compositeur « la Terre adorée, partout, fleurit au printemps et reverdit : partout, toujours, l'horizon bleu luira ! Éternellement... Éternellement... » Cet ewig (éternellement) final est repris sept fois au son du célesta.

## Discographie sélective
- L'œuvre, dans sa version pour alto et ténor, a été enregistrée :
  - Bruno Walter : une première fois en 1936, mais surtout avec Kathleen Ferrier et Julius Patzak en 1952 (Decca).
  - Otto Klemperer avec Christa Ludwig et Fritz Wunderlich (EMI, 1964-66)
- À ceux-ci s'ajoute un autre enregistrement :
  - Fritz Reiner avec Maureen Forrester et Richard Lewis (en) (RCA, 1959)
- Parmi le grand nombre d'autres enregistrements de cette œuvre dans cette version, voici les plus remarqués :
  - Eugen Jochum avec Nan Merriman et Ernst Haefliger (DG, 1963)
  - Rafael Kubelík avec Janet Baker et Waldemar Kmentt (Audite, concert 1970)
  - Leonard Bernstein avec Christa Ludwig et René Kollo (Columbia, 1972)
  - Herbert von Karajan avec Christa Ludwig et René Kollo (DG, 1973-1974)
  - Bernard Haitink avec Janet Baker et James King (Philips, 1975)
  - Colin Davis avec Jessye Norman et Jon Vickers (Philips, 1982)
  - Kurt Sanderling avec Birgit Finnilä et Peter Schreier (Berlin Classics, 1983)
  - Carlo Maria Giulini avec Brigitte Fassbaender et Francisco Araiza (studio, DG, 1984 ; concert Orfeo, 1987)
  - James Levine avec Jessye Norman et Siegfried Jerusalem (DG, 1992)
  - Pierre Boulez avec Violeta Urmana et Michael Schade (DG, 1999)
  - Eiji Ōue avec Michelle DeYoung et Jon Villars (R & R, 1999)
  - Simon Rattle avec Magdalena Kožená et Stuart Skelton, Orchestre symphonique de la Radiodiffusion bavaroise (BR Klassik, concert 2018)
- La version avec baryton et ténor :
  - Paul Kletzki avec Dietrich Fischer-Dieskau et Murray Dickie (EMI, 1960)
  - Josef Krips avec Dietrich Fischer-Dieskau et Fritz Wunderlich (concert, DG, 1964)
  - Leonard Bernstein avec Dietrich Fischer-Dieskau et James King (Decca, 1966)
  - Kent Nagano avec Christian Gerhaher et Klaus Florian Vogt (Sony, 2009)
- L'ensemble des six lieder chantés par un seul ténor / baryton :
  - Jonathan Nott avec Jonas Kaufmann (Sony, 2016)
- Transcription pour orchestre de chambre d'Arnold Schönberg, 1921 (complétée par Rainer Riehn (en), 1983) :
  - Robert H. Platz avec Ingrid Schmithüsen et Aldo Baldin (1992, Canterino CNT 1031) (OCLC 724872443)
  - Philippe Herreweghe avec Birgit Remmert et Hans Peter Blochwitz (Harmonia Mundi, 1994)
  - Daniel Kawka avec Gilles Ragon et Vincent Le Texier (Selena, 2001)
  - Jean-François Verdier (en) avec Ève-Maud Hubeaux et Jussi Myllys ; Orchestre Victor-Hugo Franche-Comté (juillet 2013/2014, Klarthe K043)[3] (OCLC 1078372248)
- Version originale de Mahler, pour piano et voix :
  - Cyprien Katsaris, Brigitte Fassbaender et Thomas Moser (Teldec 1986).
  - Markus Vorzellner, Hermine Haselböck et Bernhard Berchtold (AvI Music 2008)

### Ouvrages
- Marc Vignal, Mahler, Paris, Éditions du Seuil, coll. « Solfèges », 1966, 189 p. (OCLC 925647348, BNF 35822770), p. 159-166.
- Theodor W. Adorno (trad. de l'allemand par Jean-Louis Leleu et Theo Leydenbach), Mahler : une physionomie musicale [« Mahler : eine musikalische Physiognomik »], Paris, Les Éditions de minuit, coll. « Le Sens commun », 1976 (1re éd. 1960 (de)), 265 p. (OCLC 716733922, BNF 34697601), p. 213-225.
- Kurt Blaukopf (en) (trad. de l'allemand par Béatrice Berlowitz, préf. Marc Vignal), Gustav Mahler [« Gustav Mahler : oder der Zeitgenosse der Zukunft »], Robert Laffont, 1979, 396 p. (ISBN 2-221-00322-5, OCLC 77345887, BNF 34626753), « Testament », p. 300-306.
- Christian Goubault, « (Das) Lied von der Erde », dans Marc Honegger et Paul Prévost (dir.), Dictionnaire des œuvres de la musique vocale, t. II (G-O), Paris, Bordas, 1992, 2367 p. (OCLC 25239400, BNF 34335596), p. 1111–1112.
- Henry-Louis de La Grange, Gustav Mahler, Paris, Éditions Fayard, 2007 (1re éd. 2007), 492 p. (ISBN 978-2-213-63078-6), chap. XV (« Das Lied von der Erde (mai-octobre 1908) et Les œuvres »), p. 313-318, 448-458.
- (en) H. G. Wood, My Life of Music, Londres, Gollancz, 1946, 287 p.

### Articles
- Lionel Esparza, « Le contexte oriental du Chant de la Terre de Gustav Mahler », Musurgia, vol. 2, no 1,‎ 1995, p. 84-91 (lire en ligne)
- Michel Rigoni, « Das Lied von der Erde de Gustav Mahler ou le romantisme de la désillusion », Musurgia, vol. 2, no 1,‎ 1995, p. 92-118 (lire en ligne)